# 眾議院 (尼泊爾)
众议院是两院制尼泊尔联邦议会的下议院。

## 历史

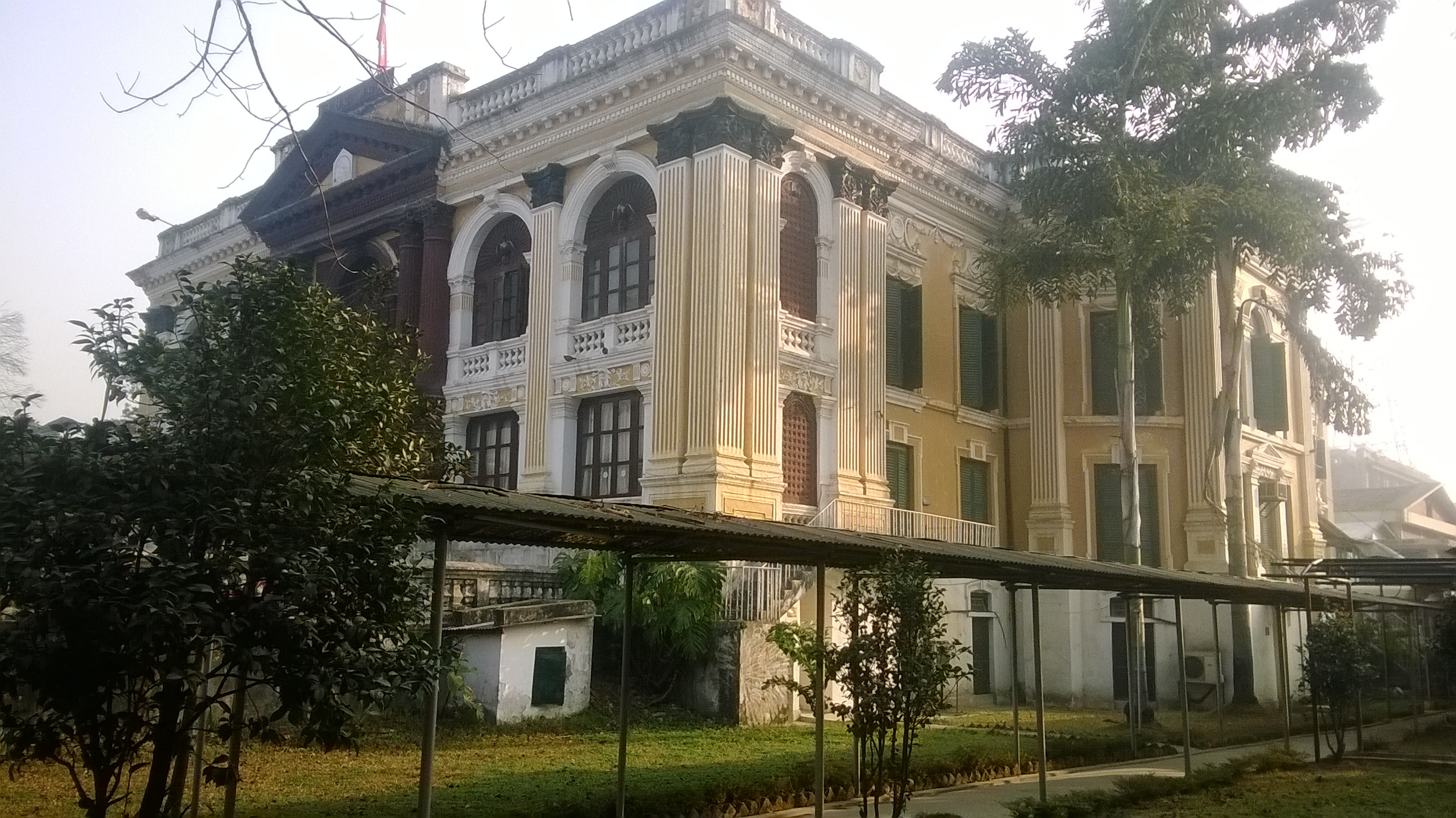
众议院建筑

第一届众议院是依据1990年尼泊尔王国宪法设立的，其205名议员由单一选区产生，每届任期5年。国王依据首相的建议结束众议院议员的任期。
共进行了三次选举：
- 第一届众议院（1991年5月-1994年8月）：由首相吉里贾·普拉萨德·柯伊拉腊提前解散众议院
- 第二届众议院（1994年10月-1999年5月）：任期5年
- 第三届众议院（1999年5月- 2002年5月）：由首相谢尔·巴哈杜尔·德乌帕提前解散众议院

之后因政治混乱而停止众议院运作，直至2018年第四届众议院继续运作。

## 成员
成员条件：
- 尼泊尔公民
- 候选人提名时年龄达到25岁
- 已登记选民
- 无道德败坏
- 无犯法记录
- 无官职

## 议长
| 姓名                | 任期        |
| ------------------- | ----------- |
| Daman Nath Dhungana | 1991 - 1994 |
| Ram Chandra Poudel  | 1994 - 1999 |
| Taranath Ranabhat   | 1999 - 2002 |